# Esko Lähtevänoja
Esko Lähtevänoja (ur. 14 maja 1953 r. w Utajärvi) – fiński biegacz narciarski, srebrny medalista mistrzostw świata. Jego największym sukcesem jest srebrny medal wywalczony w sztafecie na mistrzostwach świata w Lahti. Finowie wystartowali tam w składzie: Esko Lähtevänoja, Juha Mieto, Pertti Teurajärvi i Matti Pitkänen. Startował w zawodach w latach 70'. Nigdy nie startował na zimowych igrzyskach olimpijskich.

## Osiągnięcia

### Mistrzostwa świata
| Miejsce | Dzień     | Rok  | Miejscowość | Konkurencja      | Czas biegu | Strata | Zwycięzca |
| ------- | --------- | ---- | ----------- | ---------------- | ---------- | ------ | --------- |
| 2.      | 23 lutego | 1978 | Lahti       | Sztafeta 4x10 km | 2:05:17,63 | +11,32 | Szwecja   |